# یواس‌اس جک (اس‌اس‌ان-۶۰۵)
یواس‌اس جک (اس‌اس‌ان-۶۰۵) (به انگلیسی: USS Jack (SSN-605)) یک زیردریایی بود که طول آن ۲۹۷ فوت ۴ اینچ (۹۰٫۶۳ متر) بود. این زیردریایی در سال ۱۹۶۳ ساخته شد.